# Powell River, British Columbia (flod)
Powell River är ett vattendrag i Kanada.   Det ligger i qathet Regional District och provinsen British Columbia, i den sydvästra delen av landet, 3 600 km väster om huvudstaden Ottawa. Powell River ligger vid sjön Powell Lake.